# Carlo Natali
Carlo Natali (* 5. Januar 1948 in Perugia) ist ein italienischer Historiker der antiken Philosophie.

## Leben
Nach der Laurea in Philosophie an der Universität Perugia war Natali zunächst Assistent an der Universität Padua (1974–1981), dann außerordentlicher Professor für Geschichte der antiken Philosophie an der Universität von Kalabrien (1976–1979), an der Universität Siena (1979–1981) und an der Universität Venedig (1981–1999). Anschließend war er ebendort Ordentlicher Professor für Geschichte der Philosophie (1999–2001), dann Ordentlicher Professor für Geschichte der antiken Philosophie (seit 2001). Inzwischen ist er als docente onorario im Ruhestand. 
Er ist korrespondierendes Mitglied des Collège international de philosophie (Paris, seit 1979). Er war außerdem Visiting Scholar an der Clare Hall, Cambridge (1995), Fellow am Institute for Advanced Studies, Edinburgh (2005) und Visiting Fellow am All Souls College, Oxford (2010).
Er ist mit Gerhard Seel und Lloyd P. Gerson Herausgeber der International Studies in Aristotle (Academia Verlag, Sankt Augustin) und Mitglied der Herausgebergremien verschiedener internationaler Zeitschriften, darunter der Rhizomata (Berlin).

## Forschungsgebiete
Natali arbeitet hauptsächlich zu Aristoteles und insbesondere zu dessen Ethik, Metaphysik und Rhetorik sowie zum Bezug der letztgenannten zu den Analytiken. Er hat eine einschlägige Monographie zur Schule des Aristoteles vorgelegt und außerdem Schriften des Xenophon (Oikonomika) und des Alexander von Aphrodisias übersetzt und kommentiert.

## Schriften (Auswahl)
- Cosmo e divinità. La struttura logica della teologia aristotelica. Japadre, L’Aquila 1974.
- Senofonte. L’amministrazione della casa (Economico). Introduzione, traduzione e commento. Venedig 1988, 2. Auflage Edizioni di Storia e Letteratura, Rom 2003.
- La saggezza di Aristotele. Bibliopolis, Neapel 1989.
  - Englische Übersetzung: The wisdom of Aristotle. SUNY Press, New York 2001,
- Bios theoretikos. La vita di Aristotele e l’organizzazione della sua scuola. Il Mulino, Bologna 1991. 
  - Englische Übersetzung: Aristotle: His Life and School. Princeton University Press, Princeton 2013.
- Alessandro d’Afrodisia. Il destino. Introduzione, traduzione (in collaborazione con E. Tetamo) e commento. Rusconi, Milano 1996, 2. Auflage Academia Verlag, Sankt Augustin 2009.
- Aristotele, Etica Nicomachea. Introduzione, traduzione e note. Laterza, Roma-Bari 1999.
- L’action efficace. Etudes sur la philosophie de l’action d’Aristote. Peeters, Louvain-la-Neuve 2004.
- (Hrsg.): Aristotle’s Nicomachean Ethics, Book VII (= Symposium Aristotelicum, 17). Oxford University Press, Oxford 2009.
- (Hrsg.): Aristotle: Metaphysics and Practical Philosophy. Essays in Honour of Enrico Berti. Peeters, Leuven 2011.
- Aristotele. Carocci Editore, Rom 2014.
- La Sagesse d’Aristote. (= Les anciens et les modernes. Études de philosophie, 64). Classiques Garnier, Paris 2025, ISBN 9782406180777.